# The Clown Murders
The Clown Murders es una película de 1976 de terror dirigida por Martyn Burke. Fue una de las primeras películas en las que aparece John Candy. El Productor Ejecutivo fue Stephen Stöhn, que ahora produce la serie de televisión Degrassi: The Next Generation.

## Argumento
Cuatro amigos con trajes de payaso, secuestran a una de sus antiguas novias en una fiesta de disfraces y la llevan  a una granja remota en lo que se supone que va a ser una inocente broma de Halloween. Las tensiones estallan rápidamente. Los viejos celos y el resentimiento dan paso a la sospecha y el terror cuando el grupo se da cuenta de que uno de los payasos enmascarado entre ellos tiene un hacha de verdad.

## Reparto
- Stephen Young como Charlie.
- Susan Keller como Alison.
- Lawrence Dane como Philip.
- John Candy como Ollie.
- Gary Reineke como Rosie.
- John Bayliss como Peter.
- Al Waxman como Sargento de Policía.
- Michael Magee como Compton.
- William Osler como Harrison.
- Philip Craig como Tom.